# Beläggning
Beläggning är en hinna eller ett lager som appliceras på ytan av ett föremål, vanligen kallat substrat. Ofta används olika beläggningar för att förbättra ytegenskaper hos substratet, såsom utseende, vidhäftning, korrisionsbeständighet, slitstyrka och reptålighet.